# Yi Ŭi-min
 (août 2025).
Si vous disposez d'ouvrages ou d'articles de référence ou si vous connaissez des sites web de qualité traitant du thème abordé ici, merci de compléter l'article en donnant les références utiles à sa vérifiabilité et en les liant à la section « Notes et références ».
Yi Ŭi-min (hangeul : 이의민 ; hanja : 李義旼), est un chef militaire coréen né à une date indéterminé et mort le 7 mai 1196,. C'est l'un des chefs du régime militaire du Koryŏ, et règne de 1183 à 1196.